# Paraxiopsis
Paraxiopsis is een geslacht van kreeftachtigen uit de klasse van de Malacostraca (hogere kreeftachtigen).

## Soorten
- Paraxiopsis austrinus (Sakai, 1994)
- Paraxiopsis brocki (de Man, 1888)
- Paraxiopsis defensus (Rathbun, 1901)
- Paraxiopsis foveolata Kensley, 1996
- Paraxiopsis gracilimana Kensley, 1996
- Paraxiopsis granulimana Kensley, 1996
- Paraxiopsis hispida Kensley, 1996
- Paraxiopsis johnstoni (Edmondson, 1925)
- Paraxiopsis majuro Kensley, 2003
- Paraxiopsis paulayi Kensley, 2003
- Paraxiopsis pindatyba (Rodrigues & Kensley, 1991)
- Paraxiopsis plumosimanus Kensley, 2003
- Paraxiopsis pumilus (Sakai, 1994)
- Paraxiopsis spinipleura Kensley, 1996
- Paraxiopsis tuamotu (Ngoc-Ho, 1998)
- Paraxiopsis vicina (Coelho & Ramos-Porto, 1985)